# Episodi di Kung Fu: la leggenda continua (quarta stagione)
La quarta stagione della serie televisiva Kung Fu: la leggenda continua è stata trasmessa in anteprima negli Stati Uniti d'America in syndication tra il 29 gennaio 1996 e il 1º gennaio 1997.
| nº | Titolo originale         | Titolo italiano | Prima TV USA      | Prima TV Italia |
| -- | ------------------------ | --------------- | ----------------- | --------------- |
| 1  | Dark Vision              |                 | 29 gennaio 1996   |                 |
| 2  | The First Temple         |                 | 5 febbraio 1996   |                 |
| 3  | Circle of Light          |                 | 12 febbraio 1996  |                 |
| 4  | Prism                    |                 | 21 febbraio 1996  |                 |
| 5  | Black Widow              |                 | 26 febbraio 1996  |                 |
| 6  | Shaolin Shot             |                 | 22 aprile 1996    |                 |
| 7  | Phoenix                  |                 | 29 aprile 1996    |                 |
| 8  | Special Forces           |                 | 6 maggio 1996     |                 |
| 9  | Dragon's Lair            |                 | 13 maggio 1996    |                 |
| 10 | Veil of Tears            |                 | 20 maggio 1996    |                 |
| 11 | Chill Ride               |                 | 30 settembre 1996 |                 |
| 12 | Escape                   |                 | 7 ottobre 1996    |                 |
| 13 | Who Is Kwai Chang Caine? |                 | 21 ottobre 1996   |                 |
| 14 | Storm Warning            |                 | 23 ottobre 1996   |                 |
| 15 | A Shaolin Treasure       |                 | 28 ottobre 1996   |                 |
| 16 | Dark Side of Chi         |                 | 6 novembre 1996   |                 |
| 17 | Ancient Love             |                 | 11 novembre 1996  |                 |
| 18 | Blackout                 |                 | 18 novembre 1996  |                 |
| 19 | Time Prisoners           |                 | 25 novembre 1996  |                 |
| 20 | Requiem                  |                 | 2 dicembre 1996   |                 |
| 21 | A Shaolin Christmas      |                 | 23 dicembre 1996  |                 |
| 22 | May I Talk with You      |                 | 1º gennaio 1997   |                 |